# SN 1996ay
SN 1996ay – supernowa typu Ia odkryta 8 października 1996 roku w galaktyce A000957+0053. W momencie odkrycia miała maksymalną jasność 23,90m.